# بورشفا
بورشفا (به مجاری:  Borsfa) یک شهرداری در مجارستان است که در زالا واقع شده‌است. بورشفا ۱۱٫۸۳ کیلومتر مربع مساحت و ۷۶۸ نفر جمعیت دارد.